# ای‌اس‌ام‌آر

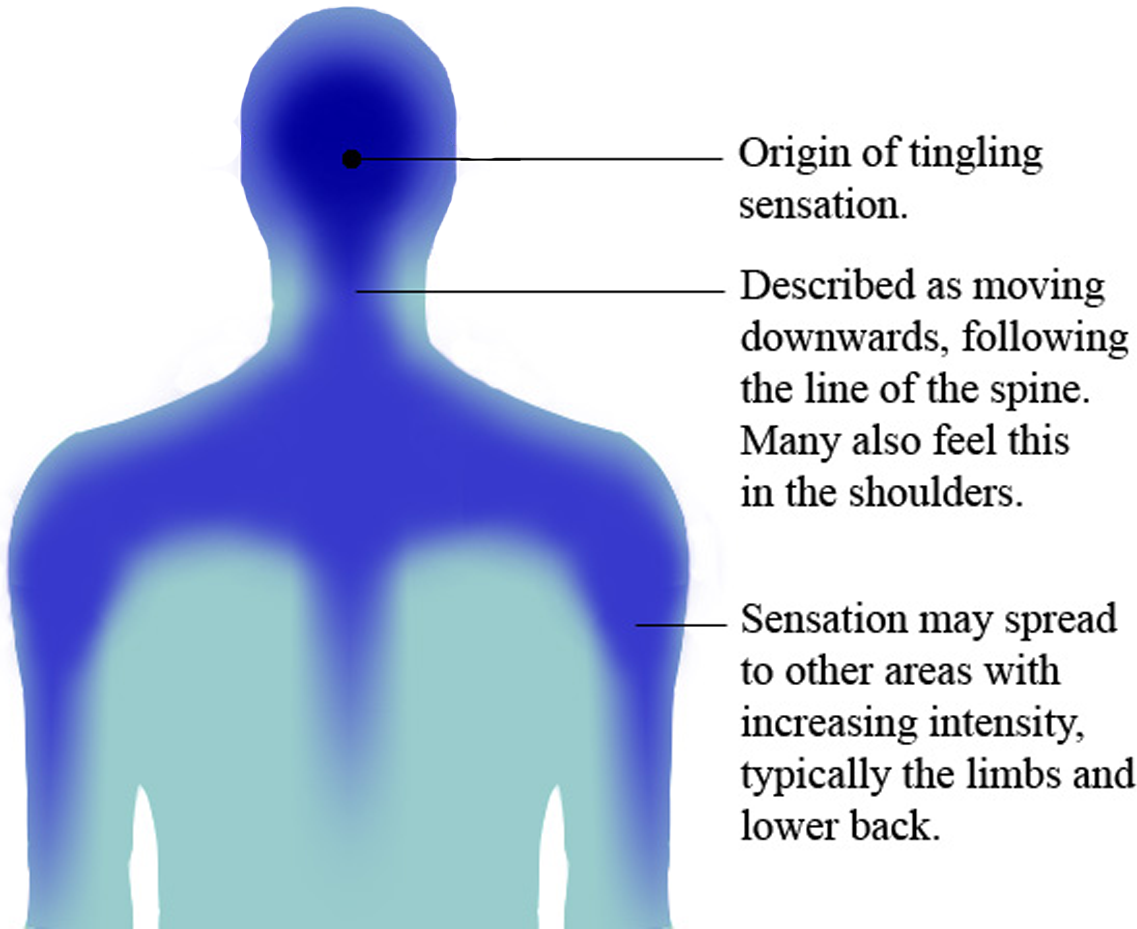
یک نمونه از مسیر انگیزش حسی که کانون مورمورشدن در آن از سر شروع می شود.

واکنش ارادی اوج‌گیری حسی (به انگلیسی: Autonomous sensory meridian response) یا ای‌اس‌ام‌آر (به انگلیسی: ASMR) پدیده‌ای نوساخته از اصطلاحات خرده‌فرهنگ وب‌گردها است.
ای‌اس‌ام‌آر به احساس تحریک حسی یا «مورمور شدن» لذت‌بخش و آرامش‌بخشی در سر و بدن اشاره دارد که با تماشای ویدئوهایی با مضمون نجوا در گوش، شانه کردن مو، توجه نزدیک و خودمانی فردی در یک ویدئو به تماشاکنندگان آن ویدئو، و غیره، به فرد تماشاکننده دست می‌دهد.
تقلید ماساژ، تقلید ویزیت دندان‌پزشک، تقلید رفتن به آرایشگاه و اموری از این دست ازجمله مضامین ویدئوهای ای‌آس‌ام‌آر هستند که در اینترنت، به‌ویژه در یوتیوب یافت می‌شوند.
بر روی پدیده «واکنش ارادی اوج‌گیری حسی» هنوز تحقیق علمی انجام نشده‌است.

## تعریف
ای‌اس‌ام‌آر (به انگلیسی: ASMR) نشان دهنده تجربه ذهنی «سرخوشی سطح پایین» است که با ترکیبی از احساسات مثبت و یک احساس سوزن‌سوزن شدن (مورمور شدن)، مثلاً روی پوست، مشخص می‌شود. یکی از تعریف‌های مهم، به خلاصه می‌گوید: ای‌اس‌ام‌آر سوزن‌سوزن و مورمور می‌کند. همچنین این شرح داده شده‌است: «یک احساس سوزن‌سوزن یا مورمور که از پشت سر انسان، سرچشمه می‌گیرد، سپس به گردن، شانه‌ها، بازوها، ستون فقرات و حتی پاها گسترش می‌یابد که باعث می‌شود افراد احساس آرامش کنند».

### ای‌اس‌ام‌آر شنیداری
بسیاری از کسانی که ای‌اس‌ام‌آر را تجربه می‌کنند گزارش می‌دهند که بسیاری از صداهایی که از کارهای انسان ایجاد می‌شوند، ای‌اس‌ام‌آر هستند. نمونه‌هایی از این صداها شامل کشیدن انگشتان به یکدیگر یا ضربه زدن به چیزی، شانه زدن مو، مالیدن دست‌ها به یکدیگر یا دستکاری و مالیدن پارچه، ضربه زدن به پوست بدن، خرد شدن پوسته‌های تخم مرغ یا مواد شکستنی مشابه، چین خوردن و مچاله شدن چیزهای نرم یا نوشتن است. بسیاری از ویدئوهای یوتیوب که هدف آنها ایجاد برانگیختگی ای‌اس‌ام‌آر است، تنها افرادی را نشان می‌دهند که این اقدامات را انجام می‌دهد.

## روش‌های برانگیختگی
برای دریافت انگیزش حسی و فعال‌سازی ماشه‌های ای‌اس‌ام‌آر، ممکن است به روش‌های تصادفی یا ساختگی عمل شود. ای‌اس‌ام‌آر معمولاً توسط محرک‌هایی که به عنوان «ماشه» یا «انگیزش حسی» نامیده می‌شوند تجربه می‌شود. محرک‌های ای‌اس‌ام‌آر، که معمولاً شنوایی و بینایی هستند، ممکن است از تعامل با فردی که در زندگی روزمره با آن روبرو شوند، ایجاد شود. با این وجود، بیشتر با قرار گرفتن در معرض نوای ویژه و فیلم‌های ای‌اس‌ام‌آر، می‌توان حس مشابه را تا اندازه‌ای داشت. چنین رسانه‌هایی ممکن است به‌طور ویژه با هدف ویژه‌ای برای دریافت انگیزش حسی ساخته شده باشند یا در اصل برای اهداف دیگر ایجاد شده باشد و بعداً یافت شود که به عنوان یک محرک حسی ای‌اس‌ام‌آر، کاربردی هستند.
نمونه‌ها:
- گوش دادن به نوای ملایم و نجوای شخص دیگر
- گوش دادن به نواهای آرام و تکراری، مثل ورق زدن روزنامه
- تماشای کسی که با دقت یک کار دنیوی مانند پخت و خوردن غذا را انجام می‌دهد
- با صدای بلند جویدن، خرد کردن، نوشیدن یا گاز گرفتن غذاها، نوشیدنی‌ها یا آدامس‌ها
- توجه و نگهداری شخصی، مثل درد دل دوستانه
- گوش دادن به ضربه زدن، معمولاً ناخن‌ها روی سطح‌های گوناگون
- حرکات دست، مثلاً بر روی صورت سوژه
- گوش دادن به انواع ویژه موسیقی
- گوش دادن به دم و بازدم دیگران در میکروفون
- بوسه و صداهای دهان
- صدای پوست مثل کشیدن دست‌ها به هم یا ضربه به پوست.
- نقش بازی کردن (مثلاً پرستار، پزشک)
- نفس کشیدن

### نمونه ویدئوها
- ویدئوی انگلیسی، شامل: حرکات دست، نواهای آرام، زدن روی اشیاء و غیره
- ویدئوی فارسی، شامل: زدن روی اشیاء، صدای دست، نواهای آرام، صداهای دهان و توجه شخصی
- ویدئوی غیرگفتاری نفس کشیدن و صداهای دهان

## تاریخچه
تاریخ معاصر ای‌اس‌ام‌آر در ۱۹ اکتبر ۲۰۰۷ در یک تالار گفتگو، که به موضوعات مرتبط با سلامت می‌پرداخت، در وب‌سایتی تحت عنوان سلامت پایدار (Steady Health) آغاز شد. یک کاربر ثبت شده ۲۱ ساله پستی را فرستاد و گفت که از دوران کودکی، حس ویژه‌ای را تجربه کرده‌است و شباهت آن حس را به آنچه ای‌اس‌ام‌آر شناخته می‌شود، شرح داد.
در دهه ۲۰۱۰، ژانری از فیلم‌ها پدیدار شد که قصد تحریک حسی را داشتند. این ویدئوها در این وبگاه ای‌اس‌ام‌آر نامیده شدند و شمار آنان به بیش از ۱۳ میلیون می‌رسید.

## رد جنسی بودن
افرادی که ای‌اس‌ام‌آر را تجربه می‌کنند، پس از دیدن و گوش دادن به محتوای آن، احساس آرامش و خواب‌آلودگی خواهند کرد. در حالی که برخی از روزنامه‌نگاران و مفسران ای‌اس‌ام‌آر را به عنوان جایی برای خودنمایی ترسیم کرده‌اند، اما دیدگاه کلی بر این است که هیچ مدرکی مبنی بر ارتباط بین ای‌اس‌ام‌آر و برانگیختگی جنسی در انسان، وجود ندارد.